# Ferdinand Seebacher (Schauspieler)
Ferdinand Seebacher (* 5. Juli 1989 in Oberndorf bei Salzburg, Österreich) ist ein österreichischer Schauspieler.

## Leben
Ferdinand Seebacher wuchs in Schladming in der Steiermark auf. Nach der Matura übersiedelte er nach Wien, um Schauspieler zu werden. Unterstützung erhielt er dabei vom Schauspieler Peter Strauß, einem Jugendfreund seines Vaters. Im Herbst 2009 begann er ein Schauspielstudium an der Universität für Musik und darstellende Kunst Graz, das Studium schloss er 2013 mit Diplom ab. In seiner Diplomarbeit verarbeitete er die letzten sieben Tage im Leben seiner Großmutter zu einem Bühnenstück. Während seiner Studienzeit trat er unter anderem bei den Festspielen auf Schloss Weitra, mit dem Salzburger Straßentheater und im Schauspielhaus Graz auf. Am Wiener Volkstheater spielte er 2012 die Rolle des Tom in Die Glasmenagerie.
Nach Abschluss des Studiums wurde er vom Stadttheater Heilbronn engagiert, wo er von 2013 bis 2015 Mitglied des Ensembles war und unter anderem als Léon in Madame Bovary, als Cléante in Der Geizige, als Melchior in Spring Awakening, als Camille in Dantons Tod und als Conti in Emilia Galotti zu sehen war und 2016 als Gast den Piloten Lars Koch in Terror von Ferdinand von Schirach verkörperte.  In der Saison 2015/16 war er in Peterchens Mondfahrt am Staatstheater Darmstadt in der Titelrolle zu sehen.
2017 drehte er für den Fernsehfilm Steirerkind aus der Reihe Landkrimi, er spielte darin die Rolle des Skirennläufers Mario Walch. Außerdem stand er für Dreharbeiten zum Film Die letzte Party deines Lebens von Dominik Hartl vor der Kamera. Am Schauspielhaus Graz verkörperte er in der Saison 2017/18 in der Bühnenfassung von Joseph Roths Hiob die Rolle des Jonas.
Im März 2019 wurde bekannt, dass er nach dem Ausscheiden von Markus Brandl eine Hauptrolle in der ZDF-Fernsehserie Die Bergretter übernehmen soll. In der Serie spielt er von der 11. Staffel bis zur zweiten Folge der 14. Staffel die Rolle von Bergretter Simon Plattner. Ferdinand Seebachers Großmutter war die Malerin Rosina Plattner (1931–2017).
Im ARD-Film Verliebt auf Island (2019) verkörperte er an der Seite von Ann-Kathrin Kramer als Claudia deren Verlobten Alex. In Nur mit Dir zusammen (2020), dem Schauspiel-Debüt von Schlagersängerin Vanessa Mai als Popstar Juli, spielte er deren Arzt Mateusz. In der ab September 2021 erstmals ausgestrahlten dritten Staffel der ORF-Serie Walking on Sunshine übernahm er die Rolle des Assistenten Moritz. Im ZDF-Fernsehfilm Verliebt in einen Butler (2024) der Fernsehreihe Rosamunde Pilcher verkörperte er an der Seite von Susan Hoecke als Butler John die männliche Hauptrolle. Für eine Neuauflage der Fernsehserie Kommissar Rex wurde er 2025 als Inspektor Felix Burger besetzt.

## Filmografie (Auswahl)
- 2014: Die Bergretter – Eishochzeit
- 2014: Clara Immerwahr
- 2016: Karussell
- 2018: SOKO Kitzbühel – Dunkle Wasser
- 2018: Landkrimi – Steirerkind
- 2018: Die letzte Party deines Lebens
- 2018: SOKO Donau – Hexenjagd
- 2018: Schnell ermittelt – Felix Preisinger
- 2018: Team Alpin – Stromabwärts
- 2019: Verliebt auf Island
- 2019–2023: Die Bergretter (Fernsehserie)
- 2020: Nur mit Dir zusammen
- 2020: Wischen ist Macht (Fernsehserie, Folgen Fantasie ist Fantasie und Muttertag)
- 2021: Walking on Sunshine (Fernsehserie)
- 2022: Blind ermittelt – Die nackte Kaiserin (Fernsehreihe)
- 2022: Love Machine 2
- 2022: Das Traumschiff – Lappland (Fernsehreihe)
- 2022: Schrille Nacht (Fernsehfilm)
- 2024: Die Toten von Salzburg – Süßes Gift (Fernsehreihe)
- 2024: School of Champions (Fernsehserie)
- 2024: Rosamunde Pilcher: Verliebt in einen Butler (Fernsehreihe)
- 2024: Landkrimi – Schnee von gestern (Fernsehreihe)
- 2024: SOKO Donau/SOKO Wien – Untreu (Fernsehserie)
- 2024: Marie fängt Feuer – Neuanfänge (Fernsehreihe)
- 2024: Marie fängt Feuer – Herz über Kopf (Fernsehreihe)
- 2024: Der Altaussee-Krimi: Letzter Jodler (Fernsehreihe)
- 2025: In aller Freundschaft – Die jungen Ärzte – Poser (Fernsehserie)
- 2025: Marie fängt Feuer – Verschüttet (Fernsehreihe)
- 2025: Marie fängt Feuer – Vergeben und Vergessen (Fernsehreihe)
- 2025: Die Affäre Cum-Ex (Fernsehserie)
- 2025: Marie fängt Feuer – Lokale Gewitter (Fernsehreihe)
- 2025: Marie fängt Feuer – Brüder (Fernsehreihe)